# Eleição municipal de Vitória da Conquista em 2008
A eleição municipal da cidade brasileira de Vitória da Conquista ocorreu em 5 de outubro de 2008 para eleger um prefeito, um vice-prefeito e 15 vereadores que foram responsáveis pela administração da cidade baiana no mandato que se iniciou em 1° de janeiro de 2009 e terminou em 31 de dezembro de 2012. O prefeito titular era José Raimundo Fontes, do Partido dos Trabalhadores, que pela legislação eleitoral não poderia tentar a reeleição.
O prefeito eleito foi Guilherme Menezes, do Partido dos Trabalhadores, que já havia exercido o cargo entre 1997 e 2002, quando renunciou a prefeitura para candidatar-se ao cargo de Deputado Federal pela Bahia. Guilherme venceu o tucano Herzem Gusmão no primeiro turno, com 79.725 votos que representaram 56,18% dos votos válidos.

## Candidatos
| Nº | Prefeito  | Prefeito                                       | Prefeito | Prefeito | Vice-prefeito | Vice-prefeito | Vice-prefeito                                         | Vice-prefeito | Vice-prefeito     | Coligação Partido(s)                            | Ref.        |
| Nº | Candidato | Candidato                                      | Partido  | Cargos relevantes | Candidato     | Candidato     | Candidato                                             | Partido       | Cargos relevantes | Coligação Partido(s)                            | Ref.        |
| -- | --------- | ---------------------------------------------- | -------- | --- | ------------- | ------------- | ----------------------------------------------------- | ------------- | ----------------- | ----------------------------------------------- | ----------- |
| 12 |           | Esmeraldino Correia Esmeraldino Correia Santos | PDT      | |               |               | Geraldo Botelho Geraldo Leite Botelho                 | PMDB          |                   | PDT, PMDB, DEM, PTN, PR, PSC, PMN, PTC, PRB, PP |             |
| 13 |           | Guilherme Menezes Guilherme Menezes de Andrade | PT       | - Secretário Municipal de Saúde de Vitória da Conquista (1991-1992) - Deputado Estadual pela Bahia (1995-1996) - Prefeito de Vitória da Conquista (1997-2002) - Deputado Federal pela Bahia (2003-2008) |               |               | Ricardo Marques Ricardo Santos Marques                | PV            |                   | PT, PV, PCdoB, PSB, PSDC, PTdoB                 | [ 1 ] [ 2 ] |
| 45 |           | Herzem Gusmão Herzem Gusmão Pereira            | PSDB     | - Radialista |               |               | Marco Antônio Marco Antônio Veloso de Castro Ferreira | PTB           |                   | PSDB, PTB, PHS, PPS                             |             |
| 50 |           | Eraldo Novaes Eraldo Novaes dos Santos         | PSOL     | |               |               | Detão Deusdete de Jesus Oliveira                      | PSOL          |                   | Partido Isolado                                 |             |

## Resultado
| Candidato                 | Vice                     | 1.º turno 5 de outubro de 2008 | 1.º turno 5 de outubro de 2008 |
| Candidato                 | Vice                     | Votação                        | Votação                        |
| Candidato                 | Vice                     | Total                          | %                              |
| ------------------------- | ------------------------ | ------------------------------ | ------------------------------ |
| Guilherme Menezes (PT)    | Ricardo Marques (PV)     | 79.725                         | 56,18%                         |
| Herzem Gusmão (PSDB)      | Marco Antônio (PTB)      | 43.159                         | 30,42%                         |
| Esmeraldino Correia (PDT) | Geraldo Botelho (PMDB)   | 19.015                         | 13,40%                         |
| Eraldo Novaes (PSOL)      | Detão (PSOL)             | Candidatura Indeferida         | Candidatura Indeferida         |
| → Total de votos válidos  | → Total de votos válidos | 141.899                        | 100%                           |
| → Votos em branco         | → Votos em branco        | 4.178                          | 2,15%                          |
| → Votos nulos             | → Votos nulos            | 12.150                         | 6,25%                          |
| Total                     | Total                    | 158.227                        | 81,37%                         |
| Abstenções                | Abstenções               | 16.328                         | 8,40%                          |
| Total de inscritos        | Total de inscritos       | 194.461                        | 100%                           |

## Câmara de Vereadores
Para o quadriênio 2009-2012 foram eleitos 15 vereadores.
| Vereadores eleitos em Vitória da Conquista - 2008 | Vereadores eleitos em Vitória da Conquista - 2008 | Vereadores eleitos em Vitória da Conquista - 2008 | Vereadores eleitos em Vitória da Conquista - 2008 |
| Candidato (a)                                     | Partido                                           | Votos                                             | %                                                 |
| ------------------------------------------------- | ------------------------------------------------- | ------------------------------------------------- | ------------------------------------------------- |
| Ademir Abreu                                      | PT                                                | 4.674                                             | 2,40%                                             |
| Fabrício Falcão                                   | PCdoB                                             | 4.641                                             | 2,39%                                             |
| Maria Lúcia Santos Rocha                          | DEM                                               | 4.484                                             | 2,31%                                             |
| Álvaro Pithon                                     | DEM                                               | 4.440                                             | 2,28%                                             |
| Fernando Vasconcelos (Jacaré)                     | PT                                                | 3.047                                             | 1,57%                                             |
| Hermínio Oliveira Neto                            | PDT                                               | 3.015                                             | 1,55%                                             |
| Gildásio Silveira                                 | PT                                                | 2.681                                             | 1,38%                                             |
| Alexandre Pereira de Sousa                        | PT                                                | 2.671                                             | 1,37%                                             |
| Gilzete Moreira                                   | PSB                                               | 2.619                                             | 1,35%                                             |
| Joel Fernandes                                    | PTN                                               | 2.538                                             | 1,31%                                             |
| Virgílio Figueira Mendes (Vivi Mendes)            | PT                                                | 2.482                                             | 1,28%                                             |
| Néu do Gás                                        | PSB                                               | 1.966                                             | 1,01%                                             |
| Luciano Gomes                                     | PR                                                | 1.727                                             | 0,88%                                             |
| Arlindo Rebouças                                  | PMN                                               | 1.686                                             | 0,86%                                             |
| Alberto Gonçalves                                 | PV                                                | 1.582                                             | 0,81%                                             |